# Municipio de Tuller
El municipio de Tuller (en inglés: Tuller Township) es un municipio ubicado en el condado de Ransom en el estado estadounidense de Dakota del Norte. En el año 2010 tenía una población de 107 habitantes y una densidad poblacional de 1,15 personas por km².

## Geografía
El municipio de Tuller se encuentra ubicado en las coordenadas 46°30′26″N 97°42′38″O / 46.50722, -97.71056. Según la Oficina del Censo de los Estados Unidos, el municipio tiene una superficie total de 93.29 km², de la cual 93,26 km² corresponden a tierra firme y (0,03 %) 0,03 km² es agua.

## Demografía
Según el censo de 2010, había 107 personas residiendo en el municipio de Tuller. La densidad de población era de 1,15 hab./km². De los 107 habitantes, el municipio de Tuller estaba compuesto por el 100 % blancos. Del total de la población el 1,87 % eran hispanos o latinos de cualquier raza.